# Burg Mahlspüren
Die Burg Mahlspüren eine abgegangene Burg am südlichen Ortsrand von Mahlspüren im Hegau, einem heutigen Stadtteil von Stockach im Landkreis Konstanz in Baden-Württemberg.
1603 wurde der Burgstall von den Vormündern des Albrecht Hans von Reischach-Immendingen an den Erzherzog Maximilian verkauft.